# Estramonio (farmacología)
El estramonio (Datura stramonium) es una planta con mal olor de la familia Solanaceae que crece en todo el mundo en climas templados y subtropicales y se desarrolla sin cultivo. El estramonio puede causar alucinaciones y ha sido un componente de pociones de brujas y experiencias chamánicas. Los datos arqueológicos demuestran que tuvo un uso prehistórico espiritual en América del Norte, y se empleó para tal uso por los indígenas en el siglo XX. El estramonio posee una relación biológica con varias plantas alimenticias de la misma familia botánica como la patata, el pimiento, la berenjena y el tomate. Alguien fue capaz de injertar una planta de tomate sobre el estramonio, y cuando se ingirió el fruto, este era tan potente en sus efectos que los consumidores fueron hospitalizados, un informe describió el incidente como "el primer ejemplo conocido de tomates alucinógenos."

## Historia
El nombre inglés del estramonio, "Jimson weed" (Hierba de Jimson), proviene de la colonia de Jamestown, Virginia (Estados Unidos), después de un episodio famoso en el que los soldados de la colonia prepararon inadvertidamente una sopa con la planta (Heiser 1987). Esta especie se cree que ha sido el principal ingrediente del "wysoccon" (""wisakon"), usado por los indios algonquinos del este de América del Norte antes del ritual de iniciación a la edad adulta. Las especies del género Datura durante mucho tiempo se han vinculado a la adoración de Shiva, el dios hindú asociado con los aspectos creativos y destructivos del universo.

## Composición química
Al alcaloide del estramonio es la l-hiosciamina que se distribuye por igual en la raíces las hojas y las semillas, las cuales, desecadas, la contienen de 0.20 al 0.50%. Parte de la hiosciamina puede hallarse convertida en atropina y, frecuentemente, van acompañadas de cantidades imponderables de escopolamina.

## Estado legal
El estramonio en polvo posee su propio número de registro CAS: 8063-18-1 y, aunque la planta, por sus componentes es considerada una droga alucinógena, no está bajo control ni fiscalización.

## Usos
Los efectos del estramonio son similares a los del beleño (Hyoscyamus niger) y de la belladona (Atropa belladonna). La actividad anticolinérgica de los alcaloides del Estramonio produce un delirio alucinatorio incontrolable de numerosas horas, cuando no la muerte, puesto que es la más venenosa de todas las solanáceas, potencialmente peligrosa incluso en su uso chamánico, aunque ha sido empleada para prácticas adivinatorias desde la antigüedad. A partir de Datura stramonium el químico alemán Albert Ladenburg aisló en 1881 la escopolamina.
En la India se quemaban la raíz y las hojas del estramonio para tratar el asma mediante inhalación del humo. Los colonizadores ingleses observaron este ritual e introdujeron los alcaloides de la belladona en la medicina occidental a principios del siglo XIX.
En medicina popular, las preparaciones de las flores estramonio se colocan en contusiones, heridas, picaduras de insectos o para disminuir el malestar. Las hojas y raíces se utilizan de una forma similar y también para el tratamiento de forúnculos. Una bebida de la planta se usa para ayudar a la gente soportar el dolor de huesos rotos. La inhalación de humo de estramonio es un remedio tradicional para el asma, la dificultad para respirar o la tos. El vapor procedente de la ebullición de la sustancia se utiliza para los mismos fines. Se ha confirmado que el humo de estramonio mejora la función de las vías respiratorias de los asmáticos. El producto natural es también un tratamiento contra los calambres, inflamación ocular y la infección febril. La planta se ha llegado a utilizar como afrodisíaco.
La búsqueda de un fácil acceso a drogas legales y alucinógenos ha llevado a algunos individuos al descubrimiento de que el efecto alucinatorio puede ser producido por un antiguo remedio contra el asma que contiene 50.4% de estramonio y 4.5% de belladona en la preparación denominada Asthmador, que se vendía sin receta y era elaborada por la compañía R. Schiffmann.

### Usos como alucinógeno
Las propiedades alucinógenas de las plantas del género Datura han sido totalmente explotadas, sobre todo en América. En México y en el suroeste se utiliza en la adivinación, la profecía y curación ritual.

## Inconvenientes
El estramonio tiene acciones anticolinérgicas, lo que significa que puede cambiar la frecuencia de los latidos del corazón, afectar la visión (incluyendo la dilatación extrema y prolongada de las pupilas), y el progresivo cese de material fecal a través de los intestinos. El estramonio debe ser evitado por personas con problemas del corazón, glaucoma, o intestino perezoso. Otras señales del cuerpo que indican que el estramonio debe ser evitado incluyen próstata agrandada, dificultad al orinar, acumulación de líquido en el tejido pulmonar y obstrucción que impide el movimiento de los alimentos desde el estómago. La substancia puede aumentar la presión sanguínea y la temperatura corporal durante el secado de las membranas mucosas. Las personas hospitalizadas después de la ingestión estramonio han mostrado una cara enrojecida, reflejos exagerados además de otros reflejos consistentes con un veneno que actúa sobre el cerebro. Pueden existir cambios que involucran la protrombina (factor de coagulación de la sangre). Paranoia puede estar presente. Más de un informe sobre el estramonio describe a los usuarios con una frase como esta: "Ciego como un murciélago, caliente como una liebre, seco como un hueso, rojo como un tomate, loco como un sombrerero, el intestino y la vejiga pierden su tono y el corazón corre solo."

## Efectos tóxicos
La intoxicación ocurre cuando alguien chupa el néctar o se come las semillas de esta planta. La intoxicación también se puede presentar por tomar té hecho de las hojas. Los efectos tóxicos aparecen con una dosis de 57 mg/kg. Pueden aparecer alucinaciones, percepciones distorsionadas, convulsiones o efectos en el umbral de convulsiones. Pueden presentarse cambios en la frecuencia de los latidos cardíacos. La fiebre y dificultad para respirar puede ocurrir después de usar estramonio. Las personas pueden estar inquietas e incluso maníacas, hablar continuamente, entrar en delirio (que puede ser combativa), y caer en un sueño agotado. Al parecer esas respuestas a la planta inspiraron el uso médico en el pasado contra la epilepsia y la conducta psicótica. El componente de atropina que el estramonio posee es lo suficientemente potente como para agitar un elefante.

## Estramonio y cáncer
La prueba de Ames, un procedimiento estándar de laboratorio que filtra las sustancias en busca de carcinogenicidad, indica que las semillas de estramonio tienen potencial para causar cáncer.

## Uso en embarazo
Las plantas del género datura son sospechosas de causar defectos de nacimiento en animales de granja. Los defectos de nacimiento no llegaron a ser más comunes en niños de 450 mujeres embarazadas que recibieron el componente atropina del estramonio. La misma carencia de efecto sobre las anomalías congénitas se observó en un número similar de embarazos después de que las mujeres utilizaron el componente escopolamina del estramonio, resultado que concuerda con un estudio hecho en roedores.

## Información adicional
El estramonio está botánicamente clasificado como la especie stramonium del género Datura. Otras plantas del género Datura alrededor del mundo se utilizan para efectos similares, pero no son estramonio.